# 第四次反法同盟
第四次反法同盟是1806年秋天，英国、俄国、普鲁士、薩克森及瑞典等國組成的反法同盟。10月1日，普魯士率先對法宣戰。14日一天當中，法軍同時在耶拿和奧爾斯塔特大敗普軍，普軍幾乎全軍覆沒，拿破仑因此取得了德國大部分地區控制權，大為削弱普魯士及建立一個親法的華沙公國。普魯士投降後，拿破崙的主要對手僅剩俄國，1807年2月7日至8日間，寒冬中雙方於埃勞爆發血戰，但未分出勝負。直到1807年6月14日，拿破仑在弗里德蘭戰役大敗俄軍，俄皇被迫求和，簽訂了和平條約，第四次反法同盟方告終。

## 戰事歷程

### 耶拿戰役與佔領柏林
9月25日，拿破崙離開巴黎前往美因茨，然後再度啟程於10月2日抵達维尔茨堡，從贝尔蒂埃元帥手中接過指揮權。他決定將部隊分成三支並行的主力縱隊，組成能夠迅速相互增援的「營方陣」行軍陣形。10月7日，拿破崙下令法軍進入薩克森領土，穿過图林根山脈的三處通道。10月9日，法軍中軍前鋒貝納多特第一軍在施萊茨與普軍交戰，迫使後者撤至奧馬。10月10日，法軍左翼前鋒拉納第五軍在萨尔费尔德擊潰普軍，並擊斃路易·斐迪南亲王。10月11日，拿破崙得知位於北方的埃尔福特周遭聚集了大股普軍，遂下令法軍向左轉90度，試圖包抄普軍主力的側翼，切斷後者與柏林間的聯繫。他下令拉納第五軍及奧熱羅第七軍作為前鋒前往耶拿，達武第三軍作為中軍前往瑙姆堡，貝納多特第一軍與缪拉騎兵軍作為右翼前往蔡茨等地，最後蘇爾特第四軍、內伊第六軍及帝國衛隊作為主力。10月13日，拿破崙得知位於魏玛附近的普軍主力正在向北撤退後，下令主力部隊朝拉納所在的耶拿前進，以防普軍後衛部隊向其進攻，並下令達武第三軍與貝納多特第一軍向阿波尔达推進，準備從北方進攻普軍左翼。同日下午，拿破崙抵達耶拿，法軍此時已控制了耶拿旁的部分高地。

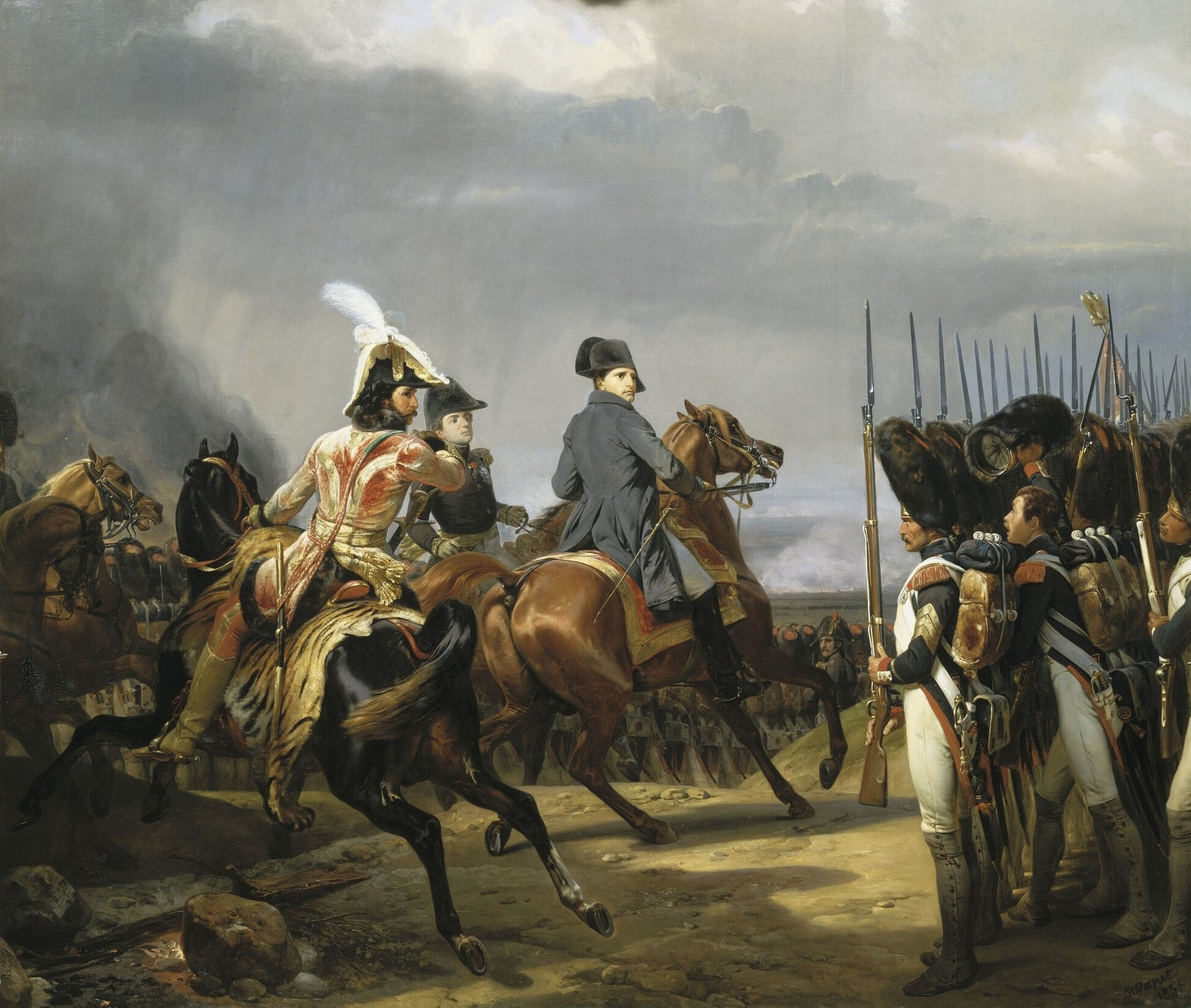
拿破崙在耶拿戰役檢閱部隊

10月14日上午6時，正面戰場的拉纳軍中的加赞師與絮歇師分別進攻據守科塞佩達村與克洛瑟維茨村的普軍，於上午9時奪下克洛瑟維茨村，並迫使普軍撤出科塞佩達村。在東面戰場，蘇爾特第四軍的圣伊莱尔師意外地與從多恩堡趕來的普軍相遇，在重整陣形後擊潰其部，並威脅到中路戰場正進行反攻的普軍，迫使後者向維爾岑海利根村撤退。與此同時，剛趕到戰場的內伊誤認法軍情況危急，遂未經請示即率部向普軍衝鋒，但因勢頭過猛險些陷入包圍。拿破崙隨後派遣拉纳軍、奧熱羅軍與帝国卫队前去解圍，擊退普軍救出內伊軍。之後，拉纳命令部隊散開，從各隱蔽地射擊普軍陣形，然後再向其發動正面進攻，輔以蘇爾特軍於右翼、奧熱羅軍於左翼的迂迴包抄，切斷普軍主力部隊與餘部的聯繫。中午時分，拿破崙下令總攻擊，法軍的推進使普軍不斷後撤，最終在缪拉統領的騎兵衝鋒下徹底崩潰。之後，一支從魏玛趕來的1.5萬名普軍援兵抵達戰場，但很快就遭遇到拉納軍與圣伊莱尔師的猛烈打擊，在撤退中被法軍胸甲騎兵擊潰。同日上午，北方的達武元帥因貝納多特拒絕合兵，只好率領2.6萬名法軍獨自從瑙姆堡向阿波尔达推進，但在上午7時意外地與普軍6.3萬人的主力部隊相遇。普軍出乎意料地未能突破法軍陣線，反倒被法軍的反擊擊敗，在撤退經過布特尔施泰特時與來自耶拿戰場的潰兵相遇。
拿破崙隨後將部隊分為兩部，蘇爾特第四軍、內伊第六軍與缪拉騎兵軍向北追擊普軍主力，貝納多特第一軍與達武第三軍則劍指柏林。10月16日，缪拉與內伊在爱尔福特俘虜1.2萬名普軍。10月17日，貝納多特在哈雷大敗普軍。10月24日，法軍騎兵進入柏林，而達武軍在隔日因其功績在城中進行勝利閱兵。10月28日，缪拉在普伦茨劳迫使1.4萬名普軍殘部投降。10月29日，拉薩爾輕騎兵旅在帕瑟瓦尔克與斯德丁之降俘虜近1萬名普軍。11月6日，三支法軍進攻呂貝克，在兩日中殺傷或俘虜近2萬名普軍。11月8日，內伊軍在馬德堡迫使2.5萬名普軍投降，普軍至此已有14.5萬人被殲滅。11月21日，拿破崙簽署《柏林敕令》創建「大陸體系」，意圖切斷英國與歐洲大陸間的貿易，迫使英國和談。

### 冬季戰局與弗里德蘭戰役
11月24日，拿破崙離開柏林，跟上逐步推進至波兰的法軍大部隊，準備與從東面進軍的俄軍交戰。然而後者決定避其鋒芒，撤退過维斯瓦河，讓法軍於11月28日輕鬆佔領华沙。法軍進入波蘭地區後，補給能力與行軍條件大幅下降，而俄軍的兩個主力軍團本尼希森軍團與布克斯赫夫登軍團則因將軍相處不睦、缺乏人力，並不打算在總司令米哈伊爾·卡緬斯基抵達前與法軍交戰。之後，拿破崙將部隊分為兩翼，右翼達武第三軍、拉納第五軍及奧熱羅第七軍前往华沙附近與维斯瓦河上游，左翼貝納多特第一軍、內伊第六軍及蘇爾特第四軍前往托伦，缪拉騎兵軍則位於兩翼之間。10月23日晚，拿破崙下令達武第三軍的莫朗師夜襲恰尔诺沃的俄軍陣地，其餘部隊也在別處擊退俄軍，突破弗克拉河，迫使俄軍大部隊向東渡過納雷夫河撤退。10月26日，雙方分別在戈維明與普烏圖斯克爆發戰鬥，法軍在前處以優勢兵力壓制俄軍，迫使其於夜晚時撤出陣地；在後處則僅以拉納第五軍進攻兩倍於己的俄軍大部隊，不過其雖然深陷危局，但在達武第三軍的居丹師抵達後穩住陣腳，直到夜間俄軍司令本尼希森下令撤退。1807年1月，雙方皆進入冬營狀態，就地修整等待再戰。

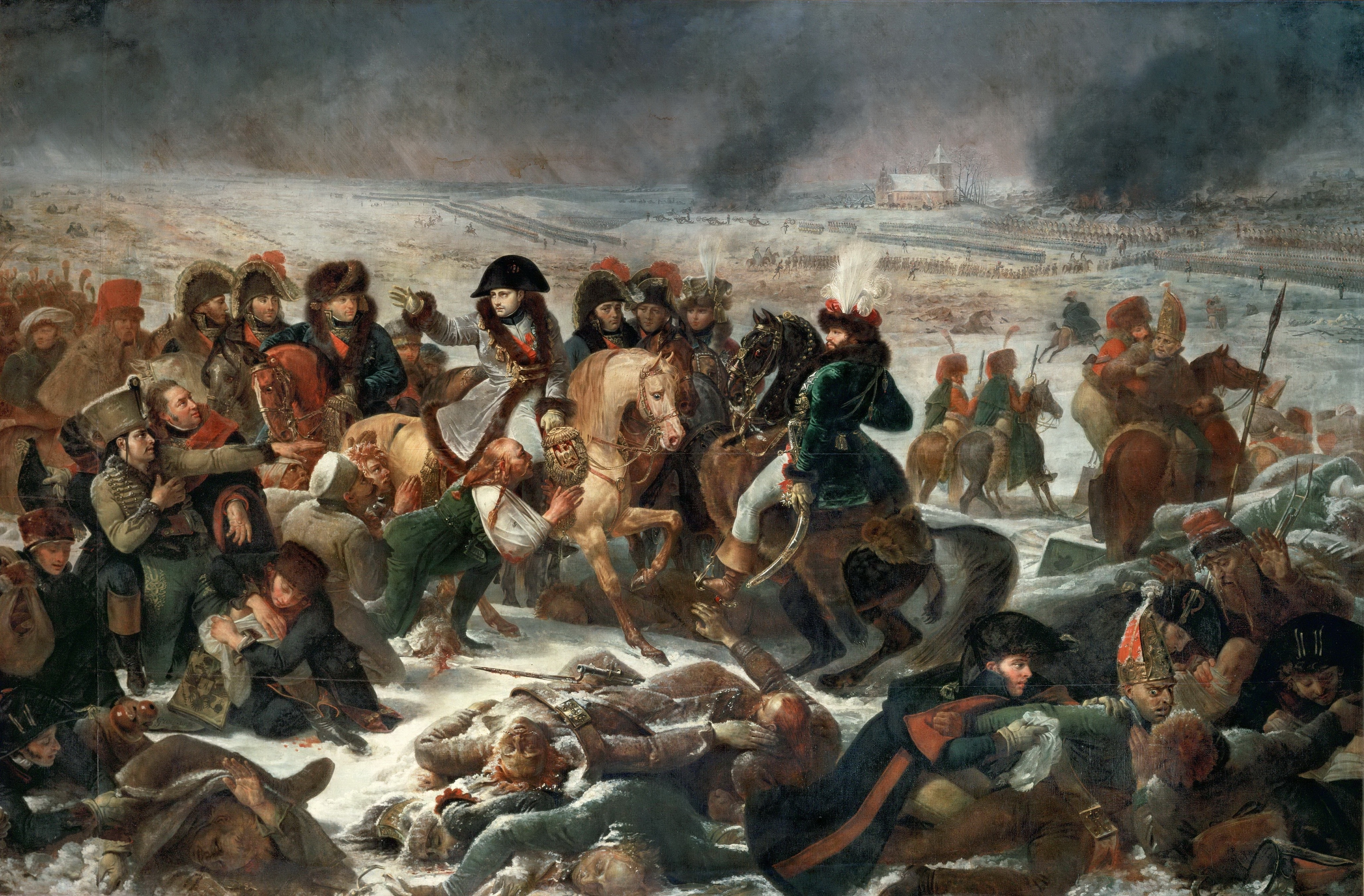
《拿破崙在埃勞的戰場上》

然而第六軍軍長内伊元帥出於其部隊所在地環境糟糕，決定向東北方向尋找更佳的地區，並在得知該方向僅有些許聯軍部隊後，下令直接進攻柯尼斯堡。之後，拿破崙遲來的冬營命令到達他的指揮處，使其決定趕緊向後撤退，但已發現其蹤跡的聯軍總司令本尼希森遂下令圍殲內伊第六軍。內伊隨後向貝納多特元帥求援，後者於1月25日在莫倫根進攻俄軍前鋒，成功擊退後者使法軍脫離危險。拿破崙得知目前情況後決定圍殲俄軍主力軍團，下令內伊第六軍及貝納多特第一軍繼續向西撤退，誘敵深入，而主力部隊則迅速北上，切斷俄軍退路。然而法軍總部傳給貝納多特的信件被意外攔截，本尼希森遂得知他的作為是「盲目地衝向毀滅」，立刻下令部隊向東撤退。俄軍最終撤退至普魯士-埃勞城附近，在城後建築了一個由西北向東延伸的陣地。2月7日，法軍與巴格拉季昂指揮的俄軍後衛部隊就埃勞城爆發殘酷的爭奪戰，最終在夜晚攻佔該城。儘管法軍與俄軍的人數懸殊，拿破崙仍決定在2月8日進攻，期盼其正面部隊能在其餘部隊抵達前拖住俄軍。2月8日上午8時，俄軍砲兵開始轟擊法軍陣線，埃劳战役爆發。拿破崙下令蘇爾特軍與奧熱羅軍開始進攻俄軍正面，以助達武軍對俄軍左翼的迂迴攻勢。上午10時，蘇爾特軍的圣伊莱尔師與奧熱羅軍頂著暴雪進攻俄軍左翼正面，但奧熱羅軍卻因為風雪偏離了預定方向，直接地步入雙方砲兵的火網之中。該軍的德雅爾丹師意外地衝入俄軍之中，很快就因為來自多方的打擊而潰退，而歐德雷師也同樣被俄軍擊潰，全軍不到一小時即傷亡超過5,000人。拿破崙隨後下令缪拉立刻對俄軍反擊，以補上法軍中路的缺口，後者遂率三個騎兵師向俄軍衝鋒，其中多普爾胸甲騎兵師迅速切開俄軍陣型，但也因勢頭過猛反被包圍。拿破崙於是再派出近衛騎兵衝擊俄軍陣線，成功救出被包圍的胸甲騎兵師，之後雙方中路的作戰陷入僵局。中午過後，達武軍與蘇爾特軍的圣伊莱尔師迂迴突破俄軍左翼陣線，迫使其放棄村莊撤至中路高地，本尼希森趕忙調派部隊前去增援，但未能阻止法軍繼續推進。然而此時普軍萊斯托克部抵達戰場，使聯軍多出一支生力軍，得以將部隊投入已瀕臨崩潰的左翼，開始反攻達武軍。而法軍内伊軍卻也在不久後抵達，使聯軍決定暫緩進攻，雙方在下午10時結束戰鬥。俄軍在晚間撤出戰場，而法軍則停留幾天後移動至帕薩格河與维斯瓦河下游間。

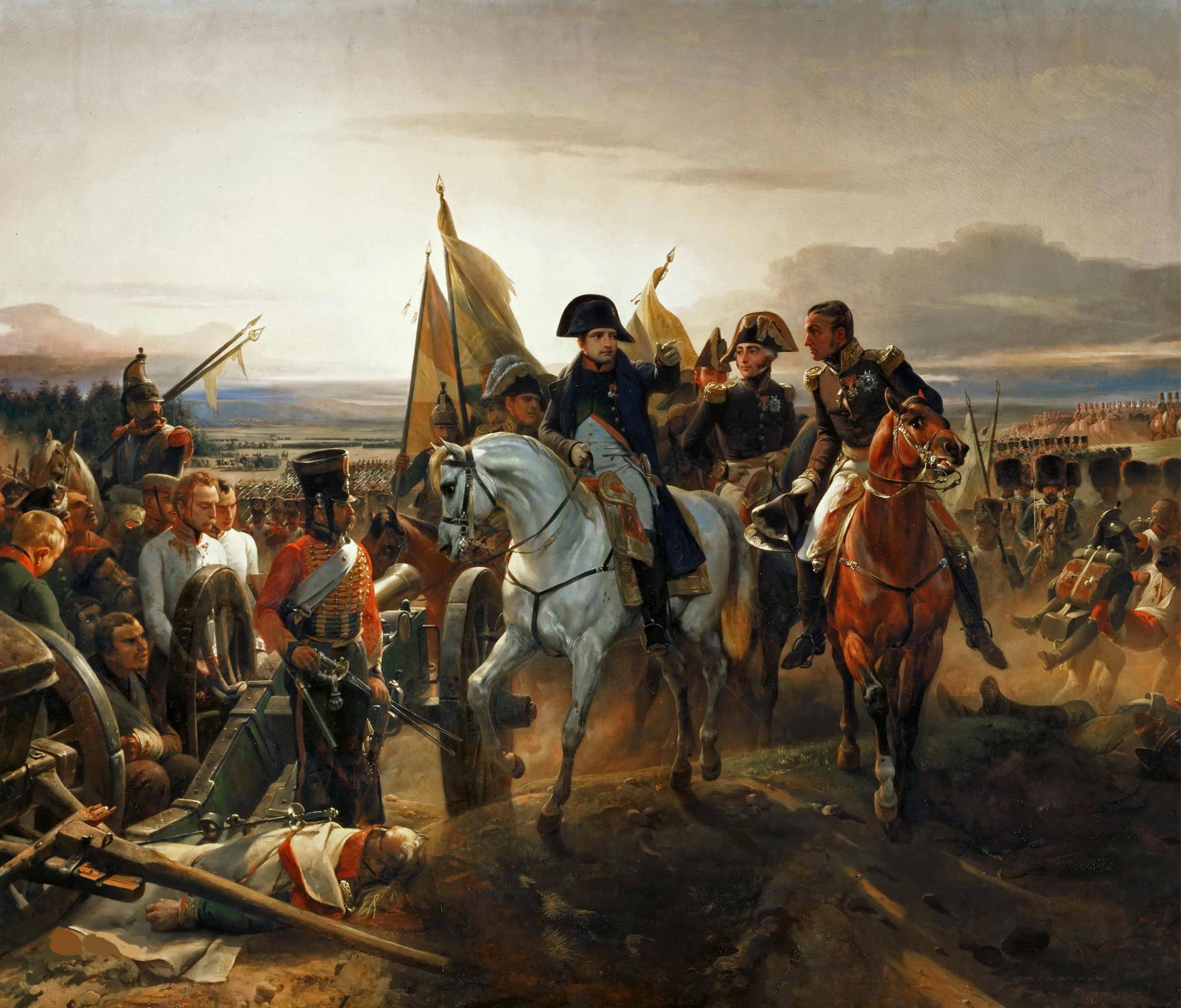
弗里德蘭戰役中的拿破崙

拿破崙開始就新一輪的戰役做準備，除派遣勒菲弗第十軍圍攻但澤外，他還加緊從國內提前徵招1808年度的新兵及從附庸國中動員部隊，並將前線部隊調至後方休養，使法軍總兵力在1807年5月時遠超聯軍。5月30日，俄軍總司令本尼希森得知但澤要塞已經淪陷，遂決定先向法軍進攻，以免落入被動局面。6月上旬，俄軍主力從多方向進攻孤立突前的内伊第六軍，試圖將後者殲滅。然而俄軍的攻勢並不協調，讓內伊得以倚靠地形穩健防守，成功從帕薩格河東岸撤回西岸。6月9日，隨著拿破崙抵達一線戰場，本尼希森下令俄軍撤回海爾斯貝格。拿破崙隨即下令部隊追擊，雙方於隔日在海爾斯貝格爆發戰鬥，法軍多次進攻仍未能突破俄軍陣地，雙方再度陷入僵持狀態。然而本尼希森在聽聞達武軍已經迂迴至其右翼後，下令全軍放棄陣地撤退過阿勒河。之後，拿破崙將部隊分為兩部，達武軍、蘇爾特軍及缪拉騎兵軍向北前往攻佔柯尼斯堡，其餘部隊則繼續向東。6月13日，法軍大军团前鋒拉納預備軍在弗里德蘭與俄軍後衛交火，本尼希森因受迫於沙皇亚历山大一世要求其與法軍決戰的命令，決定趁法軍兵力薄弱，集中兵力進攻該部。拿破崙得知消息後下令部隊全速增援，於6月14日下午抵達戰場。下午5時，拿破崙下令主力部隊進攻俄軍南翼，內伊軍先穿過森林向俄軍衝鋒，其後維克托軍的杜邦師也發動進攻，該軍之砲兵司令塞納蒙下令砲兵走在部隊最前，其麾下砲兵不斷向前移動及射擊，發射的霰彈重創俄軍部隊，使後者逐漸潰退。下午8時，法軍攻入弗里德蘭鎮內，雙方繼續激烈交火直至11時。
1807年6月19日，俄軍總司令本尼希森向法軍求和，雙方於21日正式停火。6月25日，拿破崙與沙皇亚历山大一世在蒂爾斯特附近的停火線涅曼河中央上的木筏會面，而普王腓特烈·威廉三世則無緣參與。兩者在第一天暢談了兩小時，然後在隔天邀請普王參與會議。之後幾天夜裡，拿破崙與沙皇間談論許多哲學、政治和戰略議題，直到法俄雙方於7月7日簽訂和約後結束。這紙條約與9日法普雙方簽訂的和約一起，被統稱為《提爾西特條約》。此條約宣告法國與俄羅斯結盟，雙方分別統治西、東半歐洲。俄羅斯與普魯士加入大陸體系；易北河以西的普魯士領土成為獨立的威斯特法倫王國，由拿破崙的幼弟熱羅姆統治；原屬波蘭的普魯士領土成為獨立的華沙公國，由拿破崙的盟友薩克森國王弗里德里希·奥古斯特統治。普魯士領土減少三分之一，僅剩450萬人口，兵力被限制在4.2萬人，並需賠付1.2億法郎。

## 註腳
1. ↑  1萬人在普倫茨勞被俘、4,200人在帕瑟瓦爾克投降、5,300人在斯德丁投降、2,400人在屈斯特林投降、1.8萬人呂北克陣亡或被俘、2.5萬人在馬德堡被俘、1萬人在哈默爾恩被俘、3,000人在寧堡被俘、3,200人在格沃古夫被俘

1. 1 2 3 4 5 6 7  Clodfelter 2017，第150頁.
2. 1 2  Clodfelter 2017，第151頁.
3. ↑  Clodfelter 2017，第150–151頁.
4. 1 2  Bodart 1916，第128頁.
5. 1 2  Leggiere 2014，第108頁.
6. ↑  Petre（1907年），第72页
7. ↑  周執中，高陽 & 吳畋（2016年），第122页
8. 1 2  周執中，高陽 & 吳畋（2016年），第123-124页
9. ↑  Colson & Mikaberidze（2022年），第388页
10. ↑  Petre（1907年），第84-86页
11. 1 2  Colson & Mikaberidze（2022年），第389页
12. ↑  布魯斯等（2010年），第32页
13. ↑  Chandler（1993年），第21页
14. ↑  周執中，高陽 & 吳畋（2016年），第125页
15. ↑  Leggiere（2016年），第190页
16. 1 2  布魯斯等（2010年），第33页
17. ↑  Colson & Mikaberidze（2022年），第390页
18. ↑  Leggiere（2016年），第191页
19. 1 2  周執中，高陽 & 吳畋（2016年），第129-132页
20. ↑  Chandler（1993年），第53页
21. ↑  周執中，高陽 & 吳畋（2016年），第132-133页
22. ↑  Colson & Mikaberidze（2022年），第391页
23. ↑  周執中，高陽 & 吳畋（2016年），第134-135页
24. ↑  Chandler（1993年），第61页
25. 1 2  周執中，高陽 & 吳畋（2016年），第136-137页
26. ↑  Colson & Mikaberidze（2022年），第395页
27. ↑  周執中，高陽 & 吳畋（2016年），第140-144页
28. 1 2  Colson & Mikaberidze（2022年），第396页
29. ↑  Leggiere（2016年），第196页
30. ↑  Petre（1907年），第300页
31. ↑  羅伯茨（2016年），第519页
32. ↑  Petre（1901年），第64页
33. ↑  Petre（1901年），第66页
34. 1 2  Mikaberidze（2020年），第222页
35. 1 2 3  Colson & Mikaberidze（2022年），第399页
36. ↑  Petre（1901年），第78-82页
37. ↑  Colson & Mikaberidze（2022年），第400页
38. 1 2 3 4 5  Mikaberidze（2020年），第223页
39. ↑  布魯斯等（2010年），第71页
40. ↑  Petre（1901年），第138-141页
41. ↑  布魯斯等（2010年），第73页
42. ↑  Colson & Mikaberidze（2022年），第401页
43. ↑  Petre（1901年），第177页
44. ↑  布魯斯等（2010年），第74页
45. 1 2 3  Colson & Mikaberidze（2022年），第402页
46. ↑  布魯斯等（2010年），第82页
47. ↑  Petre（1901年），第189页
48. ↑  Petre（1901年），第191-192页
49. ↑  Petre（1901年），第205页
50. 1 2  Colson & Mikaberidze（2022年），第403页
51. 1 2  Mikaberidze（2020年），第224页
52. 1 2 3  Colson & Mikaberidze（2022年），第405页
53. ↑  Connelly（2012年），第138页
54. 1 2  Colson & Mikaberidze（2022年），第406页
55. 1 2  Colson & Mikaberidze（2022年），第407页
56. 1 2  Mikaberidze（2020年），第225页
57. ↑  羅伯茨（2016年），第555页
58. ↑  羅伯茨（2016年），第557页
59. ↑  Mikaberidze（2020年），第226页
60. 1 2  羅伯茨（2016年），第558页